# Gardien rouge
Le Gardien rouge ou Garde rouge (« Red Guardian » en version originale) est le nom de plusieurs super-héros soviétiques successifs évoluant dans l'univers Marvel de la maison d'édition Marvel Comics.
Créé par le scénariste Roy Thomas et le dessinateur John Buscema, le personnage de fiction apparaît pour la première fois sous l’identité d’Alexei Shostakov dans le comic book The Avengers #43 en août 1967.
Le Gardien rouge est une identité qui a été créée comme l’équivalent soviétique de Captain America. Depuis la chute de l'Union soviétique, le nom n'est plus utilisé officiellement, bien qu'au moins deux autres personnes l'aient revendiqué.
Au cinéma, l'acteur David Harbour incarne Alexei Shostakov dans le film Black Widow (2021), se déroulant dans l'univers cinématographique Marvel.

## Biographie du personnage
Le Gardien rouge est plus un titre (une fonction) qu'un véritable personnage. Il y a eu au moins sept incarnations de ce super-héros soviétique, sorte de Captain America à la sauce russe.

### Gardien rouge I
Le premier Gardien rouge (chronologiquement parlant), Aleksey Lebedev, apparaît pour la première fois dans le comic book The Sub-Mariner Annual #1 (juin 1991), créé par les auteurs Dana Moreshead et Mike Thomas, et le dessinateur Phil Hester.
Lebedev était un simple soldat russe qui combattit les nazis aux côtés de Namor et de Captain America pendant la Seconde Guerre mondiale.

### Gardien rouge II
Le deuxième Gardien rouge, Alexei Andreovitch Shostakov, apparaît pour la première fois dans le comic book Avengers #43 en août 1967, créé par le scénariste Roy Thomas et le dessinateur John Buscema.
Shostakov était le mari de Melina Vostokoff, alias la Veuve noire. Tous deux étaient des agents spéciaux soviétiques. C'est le premier personnage officiellement nommé Red Guardian.
Il combat les Vengeurs puis disparaît, se faisant passer pour mort. Il était en fait en train de prendre le pouvoir en Bulgarie. Il voulut se venger de sa femme, qu'il considérait comme une traîtresse.

### Gardien rouge III
Le troisième Gardien rouge, le docteur Tania Belinski, apparaît pour la première fois dans le comic book Defenders #35 en mai 1976, créé par le scénariste Steve Gerber et le dessinateur Sal Buscema.
Belinski est une neurochirurgienne de l'URSS qui prit le costume du Gardien rouge et rejoignit les Défenseurs. Par la suite, elle tomba sous le pouvoir de Sergei Krylov, alias la Présence. Celui-ci soumit la jeune femme à un traitement radioactif et la transforma en Starlight (en), une mutante capable d'émettre des radiations et de voler dans les airs.

### Gardien rouge IV
Le quatrième Gardien rouge, Josef Petkus, apparaît pour la première fois dans le comic book Captain America #352 en avril 1989, créé par le scénariste Mark Gruenwald et le dessinateur Kieron Dwyer.
Petkus fait partie de l'équipe du Protectorat du peuple (aussi appelé les « Soviets suprêmes »), puis rejoint la Garde d'hiver (Winter Guard).
Il est désormais appelé Steel Guardian (le « Garde d'acier » en VF).

### Gardien rouge V
Le cinquième Gardien rouge, Krassno Granitsky, apparaît pour la première fois dans le comic book Maverick #10 en juin 1998, créée par le scénariste Jorge Gonzales et le dessinateur Leo Fernandez.
Granitsky s'allie avec Maverick pour combattre un dealer.

### Gardien rouge VI
Le sixième Gardien rouge, Anton Ivanov, apparaît dans le comic book  Hulk (vol. 2) #1 en janvier 2008, créé par le scénariste Jeph Loeb et le dessinateur Ed McGuinness.
Ivanov est membre de la Winter Guard. Il prétend être un ingénieur et un ancien pilote de la Dynamo pourpre. Il est ensuite révélé qu'il est (au moins partiellement) une copie LMD (Life Model Decoy (en), clone androïde).
Par la suite, Ivanov est décapité par un Spectre noir (Dire Wraith (en)) bien que sa tête ait été conservée dans un entrepôt, apparemment toujours vivante, et sous le contrôle d'autres LMD.

### Gardien rouge VII
Après avoir été ramené à la vie par son père la Présence, Nicolai Krylenko (alias Vanguard) devient le septième Gardien rouge, leader de la Winter Guard.

## Pouvoirs, capacités et équipement
Excepté Tania Belinsky, les autres Gardiens rouges n'ont pas de super-pouvoirs. Ils sont cependant tous de superbes athlètes, entraînés par l'Armée rouge et/ou le KGB dans de nombreuses techniques de combat à mains nues. 
Certains Gardiens rouges possédaient un bouclier en acier, copié sur celui de Captain America. Josef Petkus utilisait un bouclier en acier semblable, dans son principe, à celui de Captain America mais sa résistance en était nettement inférieure. En devenant le Garde d’acier, il conserva son bouclier ; par la suite, ses successeurs en tant que Garde rouge n’ont plus manipulé un tel bouclier.
Alexei Shostakov et Tania Belinsky se servaient d'un disque de jet attaché à la ceinture. Les Gardes rouges ont aussi été souvent armés d’un revolver, mais ils n’en portent pas un de manière systématique.

## Apparition dans d'autres médias
Le personnage est interprété par David Harbour et Zach McGowan dans l'univers cinématographique Marvel :
- 2017 : Marvel : Les Agents du SHIELD

C'est le personnage d'Anton Ivanov que l'acteur Zach McGowan interprète.
- 2021 : Black Widow réalisé par Cate Shortland

C'est le personnage d'Alexeï Shostakov que l'acteur David Harbour interprète. Dans ce film, il est le père « adoptif » de Natasha Romanoff et de Yelena Belova, ce qui diffère des comics.
- 2024 : What If...?

Le troisième épisode de la troisième saison de la série met en scène un univers alternatif au MCU, dans lequel Alexeï Shostakov empêche le Soldat de l'Hiver d'assassiner Howard Stark.
- 2025 : Thunderbolts* réalisé par Jake Schreier

Alexei Shostakov rejoint les Thunderbolts et les aide à survivre aux tentatives d'assassinat orchestrées par la directrice de la CIA, la Comtesse Valentina Allegra de Fontaine, puis à sauver New-York de la menace représentée par Le Néant, face sombre du super-héros Sentry.